# Lauderdale (Minnesota)
Lauderdale ist eine Stadt im Ramsey County in Minnesota, Vereinigte Staaten. Das U.S. Census Bureau hat bei der Volkszählung 2020 eine Einwohnerzahl von 2.271 ermittelt. Lauderdale liegt in der Metropolregion Minneapolis-St. Paul und ist von Minneapolis, St. Paul, Roseville und Falcon Heights umgeben.

## Geografie
Lauderdale liegt an der Minnesota State Route 280. Nach den Angaben des United States Census Bureaus hat die Stadt eine Fläche von 1,1 km², die vollständig aus Land bestehen.

## Demografische Daten
Zum Zeitpunkt des United States Census 2000 bewohnten Lauderdale 2364 Personen. Die Bevölkerungsdichte betrug 2173,2 Personen pro km². Es gab 1169 Wohneinheiten, durchschnittlich 1074,7 pro km². Die Bevölkerung Lauderdales bestand zu 78,55 % aus Weißen, 4,91 % Schwarzen oder African American, 0,47 % Native American, 12,90 % Asian, 0,38 % gaben an, anderen Rassen anzugehören und 2,79 % nannten zwei oder mehr Rassen. 2,58 % der Bevölkerung erklärten, Hispanos oder Latinos jeglicher Rasse zu sein.
Die Bewohner Lauderdales verteilten sich auf 1150 Haushalte, von denen in 19,4 % Kinder unter 18 Jahren lebten. 37,2 % der Haushalte stellten Verheiratete, 7,7 % hatten einen weiblichen Haushaltsvorstand ohne Ehemann und 52,1 % bildeten keine Familien. 39,6 % der Haushalte bestanden aus Einzelpersonen und in 4,6 % aller Haushalte lebte jemand im Alter von 65 Jahren oder mehr alleine. Die durchschnittliche Haushaltsgröße betrug 2,06 und die durchschnittliche Familiengröße 2,81 Personen.
Die Stadtbevölkerung verteilte sich auf 16,9 % Minderjährige, 16,3 % 18–24-Jährige, 38,7 % 25–44-Jährige, 19,5 % 45–64-Jährige und 8,7 % im Alter von 65 Jahren oder mehr. Das Durchschnittsalter betrug 32 Jahre. Auf jeweils 100 Frauen entfielen 93,6 Männer. Bei den über 18-Jährigen entfielen auf 100 Frauen 94,2 Männer.
Das mittlere Haushaltseinkommen in Lauderdale betrug 39.063 US-Dollar und das mittlere Familieneinkommen erreichte die Höhe von 52.813 US-Dollar. Das Durchschnittseinkommen der Männer betrug 33.542 US-Dollar, gegenüber 31.059 US-Dollar bei den Frauen. Das Pro-Kopf-Einkommen in Lauderdale war 23.293 US-Dollar. 9,3 % der Bevölkerung und 3,4 % der Familien hatten ein Einkommen unterhalb der Armutsgrenze. Davon waren 2,8 % der Minderjährigen betroffen, aber keine Angehörigen der Altersgruppe 65 Jahre und mehr.